# الجرجرة (النادرة)

تعديل مصدري - تعديل

الجرجرة محلة تابعة لقرية جرانة، التابعة لعزلة الفجرة بمديرية النادرة إحدى مديريات محافظة إب في الجمهورية اليمنية، بلغ تعداد سكانها 58 حسب تعداد اليمن لعام 2004.